# Estación de São Marcos
La Estación Ferroviária de São Marcos, igualmente conocida como Estación de São Marcos - Santana da Serra, es una estación de ferrocarriles de la Línea del Sur, que sirve a las freguesias de Santana da Serra, en el ayuntamiento de Ourique, y São Marcos da Serra, en el ayuntamiento de Silves, en Portugal.

## Características
En enero de 2011, tenía dos vías de circulación, con 452 y 416 metros de longitud; poseía, así mismo, dos plataformas, la primera con una longitud de 144 metros y una altura de 40 centímetros, mientras que la segunda presentaba 60 metros de longitud y 70 centímetros de altura.

## Historia
Esta plataforma se inserta en el tramo entre las Estaciones de Amoreiras-Odemira y Faro de la Línea del Sur, que fue inaugurado el 1 de julio de 1889.